# غار عالی والی
غارعالی والی مربوط به عصر مفرغ است و در شهرستان دالاهو، بخش مرکز ی، دهستان حومه، ۱۵۰ متری شمال غربی روستای حریر واقع شده و این اثر در تاریخ ۲۷ اسفند ۱۳۸۶ با شمارهٔ ثبت ۲۲۴۹۷ به‌عنوان یکی از آثار ملی ایران به ثبت رسیده است.